# Alcis silvicola
Alcis silvicola är en fjärilsart som beskrevs av Inoue 1953. Alcis silvicola ingår i släktet Alcis och familjen mätare. Inga underarter finns listade i Catalogue of Life.